# Luigi Oreglia di Santo Stefano
Luigi Oreglia di Santo Stefano (Bene Vagienna, 9 luglio 1828 – Roma, 7 dicembre 1913) è stato un cardinale e arcivescovo cattolico italiano.

## Biografia
Nacque da nobile famiglia piemontese, figlio del barone Luigi Oreglia di Santo Stefano e di Teresa Gotti di Salerano.
Compì i primi studi a Torino, prima nel Convitto dei Nobili e poi nel seminario cittadino, divenendo sacerdote nel 1851.
Frequentò quindi la Pontificia Accademia Ecclesiastica a Roma dal 1853 al 1859. Nel contempo divenne canonico della Basilica di San Giovanni in Laterano.
Il 4 maggio 1866 fu nominato arcivescovo titolare di Damiata e il 13 maggio dello stesso anno fu consacrato vescovo dal cardinale Lodovico Altieri. Fu subito nominato nunzio apostolico in Belgio e nel 1868 nunzio apostolico in Portogallo, carica che conservò fino al 1876.
Papa Pio IX lo elevò al rango di cardinale nel concistoro del 22 dicembre 1873 e il 16 gennaio 1874 ricevette il titolo di Sant'Anastasia; fino alla nomina del cardinale Lucido Maria Parocchi, effettuata da Leone XIII, è stato il porporato italiano più giovane.
Il 23 dicembre 1876 fu nominato prefetto della Sacra Congregazione delle Indulgenze e delle Reliquie. Partecipò al conclave del 1878, che elesse papa Leone XIII. Il 24 marzo 1884 optò per l'ordine dei cardinali vescovi e per la sede suburbicaria di Palestrina. Fu camerlengo dal 27 marzo 1885 fino alla morte. Il 24 maggio 1889 optò per la sede suburbicaria di Porto e Santa Rufina. Fu prefetto della Sacra Congregazione del Cerimoniale.
Il 30 novembre 1896 divenne decano del collegio cardinalizio ed ebbe le sedi di Ostia e di Velletri.
Nel 1900 aprì la porta santa della basilica di San Paolo fuori le mura.
Partecipò al conclave del 1903, che elesse papa Pio X, essendo proprio lui il porporato che propose il nome del cardinal Sarto come candidato. 
Morì a Roma, il 7 dicembre 1913, all'età di 85 anni. Fu l'ultimo sopravvissuto tra i cardinali creati da Pio IX. Dopo le esequie, la salma venne tumulata nel sacello di Propaganda Fide nel cimitero del Verano.

## Genealogia episcopale e successione apostolica
La genealogia episcopale è:
- Cardinale Scipione Rebiba
- Cardinale Giulio Antonio Santori
- Cardinale Girolamo Bernerio, O.P.
- Arcivescovo Galeazzo Sanvitale
- Cardinale Ludovico Ludovisi
- Cardinale Luigi Caetani
- Cardinale Ulderico Carpegna
- Cardinale Paluzzo Paluzzi Altieri degli Albertoni
- Papa Benedetto XIII
- Papa Benedetto XIV
- Papa Clemente XIII
- Cardinale Giovanni Carlo Boschi
- Cardinale Bartolomeo Pacca
- Papa Gregorio XVI
- Cardinale Lodovico Altieri
- Cardinale Luigi Oreglia di Santo Stefano

La successione apostolica è:
- Vescovo Stanislao Eula (1876)
- Cardinale Isidoro Verga (1896)